# Brachynemurus henshawi
Brachynemurus henshawi is een insect uit de familie van de mierenleeuwen (Myrmeleontidae), die tot de orde netvleugeligen (Neuroptera) behoort. 
Brachynemurus henshawi is voor het eerst wetenschappelijk beschreven door Hagen in 1887.